# Metoda Sangera
Metoda Sangera, metoda dideoksy – jeden ze sposobów sekwencjonowania DNA,  stanowiący (z różnymi modyfikacjami) podstawę odczytywania sekwencji DNA, polegający na kopiowaniu, katalizowanym przez polimerazę DNA, badanej cząsteczki DNA w warunkach in vitro.
Za opracowanie tej metody Frederick Sanger otrzymał w 1980 roku nagrodę Nobla.

## Opis metody
Przebieg reakcji można podzielić na pięć etapów:
1. preparatywny PCR – otrzymanie homogennego DNA
2. denaturacja – otrzymanie jednoniciowej matrycy
3. synteza nowych nici z użyciem dNTP w dużym nadmiarze i niewielkiej ilości ddNTP (trifosforanów dideoksynukleozydów) oraz startera
4. elektroforeza na żelu poliakrylamidowym ze stałym stężeniem środka denaturującego
5. analiza prążków.

Istotnym elementem metody Sangera jest otrzymywanie populacji cząsteczek DNA będących komplementarnymi kopiami matrycy i zakończonych jednego rodzaju nukleotydem. Reakcja przeprowadzana jest w czterech wersjach (probówkach), w każdej z nich przy wykorzystaniu próbki tego samego badanego DNA, ale różnych odczynników. Powielanie cząsteczki DNA matrycowego (badanego) przeprowadza się w mieszaninach reakcyjnych zawierających wszystkie substraty niezbędne dla polimerazy DNA i jeszcze jeden substrat nietypowy. Składnikami typowymi, identycznymi we wszystkich wariantach tego doświadczenia, są (poza samym matrycowym DNA i enzymem): startery, dATP, dCTP, dGTP, dTTP (2'-deoksyadenozynotrójfosforan itp., ogólnie dNTP), bufor nadający roztworowi odpowiednie pH i zawierający odpowiednie jony aktywatory - jony Mg2+. 

W pierwszym z wariantów reakcja dołączania kolejnych nukleotydów przeprowadzana jest tak, że zatrzymuje po osiągnięciu jednego z nukleotydów adeninowych, gdyż zawiera nietypowy nukleotyd ddATP (2',3'-dideoksyadenozynotrójfosforan, od tej klasy związków pochodzi nazwa metody). Kiedy polimeraza DNA odczytuje w matrycy nukleotyd tyminowy, to w nowo syntetyzowanej nici wbudowuje komplementarny nukleotyd adeninowy wykorzystując dATP jako substrat. Ponieważ w roztworze znajduje się także analog dideoksy, ddATP, konkurujący o miejsce wiązania z dATP, a polimeraza nie rozróżnia tych dwóch związków, do niektórych nowych łańcuchów DNA wbudowany zostaje nukleotyd zmodyfikowany. Jeśli przyłączony zostanie naturalny nukleotyd adeninowy, to polimeraza może kontynuować syntezę DNA. Jeśli wbudowana zostanie dideoksyadenozynotrifosforan, to proces syntezy zostaje przerwany, gdyż analog ten nie ma w pozycji 3' grupy hydroksylowej biorącej udział w tworzeniu wiązania 3' 5' - fosfodiestrowego i umożliwiającej przyłączenie kolejnego nukleotydu. Prowadzi to do terminacji, a więc zatrzymania wydłużania się łańcucha polinukleotydowego. W konsekwencji replikacja zatrzymuje się w połowie nici, właśnie tam gdzie został przyłączony dideoksyanalog. Powstają więc cząsteczki DNA, których sekwencja jest wprawdzie jeszcze nieznana, ale wiadomo, że są niepełnymi, komplementarnymi kopiami pewnego fragmentu badanego DNA, a ich ostatnim nukleotydem jest ddATP. 

Terminacja syntezy DNA przez dideoksynukleozyd włączony do rosnącego łańcucha
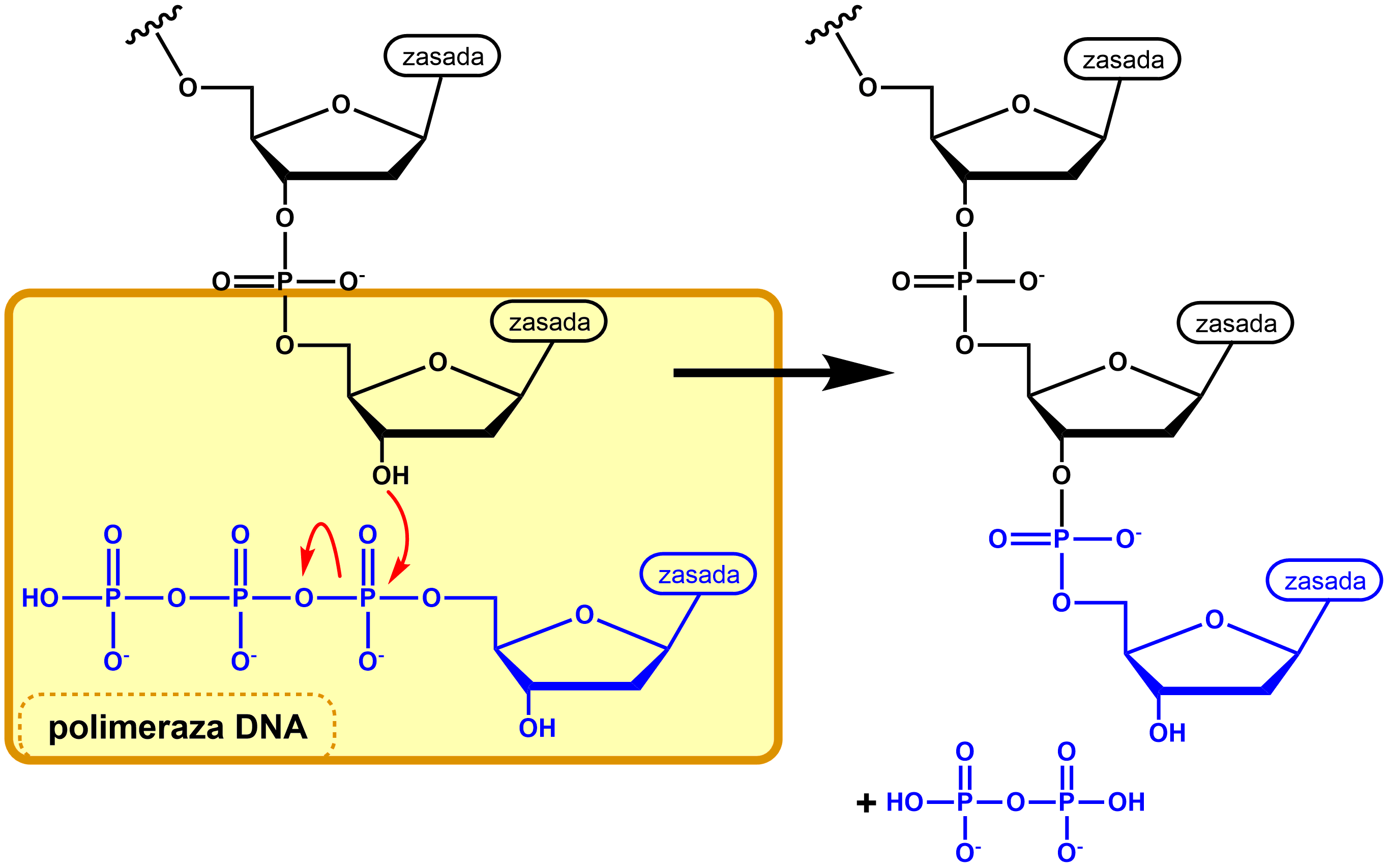
Przyłączenie nukleotydu przez polimerazę do rosnącej naturalnej nici DNA
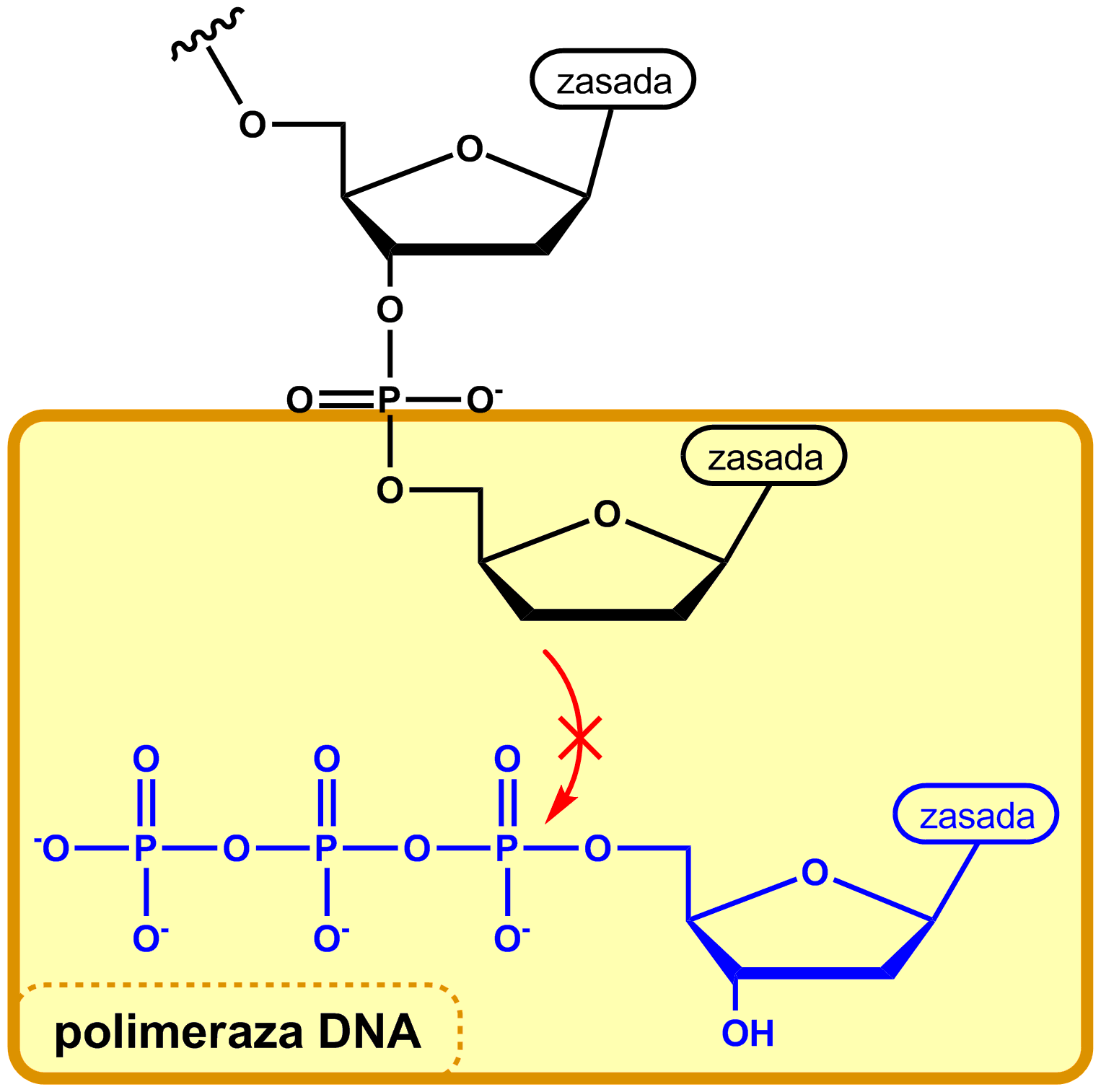
Terminacja elongacji DNA przez dideoksynukleozyd

Podobnie mieszanina reakcyjna typu C zawiera poza dNTP, także ddCTP, mieszanina typu G - dNTP i ddGTP, a roztwór typu T - dNTP i ddTTP, a synteza łańcuchów DNA w tych mieszaninach przerwana gdy polimeraza wbuduje do niego dideoksynukleotyd.
Podobnie w pozostałych trzech wariantach reakcji otrzymuje się produkty mające różną długość, lecz zakończonym innym dideoksyanalogiem. Cztery możliwe warianty reakcji sekwencjonowania to wariant A - prowadzący do otrzymania różnej długości produktów zawsze zakończonych nukleotydem adeninowym, C - wszystkie produkty zakończone nukleotydem cytozynowym i analogicznie warianty dla T - tyminowym oraz G - guaninowym.
Wszystkie fragmenty, we wszystkich wariantach doświadczenia, zaczynają się takim samym odcinkiem - starterem – krótkim odcinkiem oligonukleotydowym pozwalającym polimerazie na rozpoczęcie wydłużania łańcucha, dodanym na początku reakcji wraz z pozostałymi substratami. Jak wynika z powyższego, warunkiem odczytania sekwencji DNA, być może dość długiej, liczącej np. 400 - 600 nukleotydów jest wcześniejsze poznanie niewielkiego jej fragmentu (w idealnych warunkach mającego długość około 20 nukleotydów), tak by można było przygotować starter odpowiedni do tej matrycy. Problem ten jest często rozwiązywany w ten sposób, że badane, nieznane DNA wbudowuje się (przy pomocy enzymu ligazy) do pomocniczej cząsteczki DNA o znanej sekwencji, zwanej wektorem klonującym czy wektorem do klonowania DNA (genów). Przystępując do sekwencjonowania, dobiera się starter komplementarny wobec fragmentu wektora (znanego) sąsiadującego z nieznanym, badanym fragmentem DNA.

Schemat obrazujący ideę sekwencjonowania metodą Sangera

Ponieważ każda z czterech probówek zawiera miliony cząsteczek analizowanego DNA i każda z tych cząsteczek ulega kopiowaniu, to zgodnie z prawem wielkich liczb w probówkach tych pojawiają się łańcuchy o wszelkich możliwych długościach (zależnych od sekwencji matrycy). Na przykład jeśli cząsteczka badanego DNA ma następującą postać: [odcinek komplementarny do startera]GATTCGA, to w reakcji typu A mogą powstać następujące trzy rodzaje produktów:
- [starter]CTA
- [starter]CTAA
- [starter]CTAAGCT

gdzie A - dideoksyanalog powodujący terminację
DNA matrycowy (badany):
- [odcinek komplementarny do startera]GATTCGA.

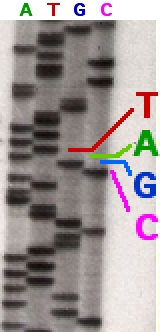
Fragment autoradiogramu uzyskanego w metodzie Sangera

Jak widać, od reguły, że w reakcji A wszystkie produkty zakończone są nukleotydem adeninowym może zdarzyć się wyjątek, ale dotyczy to tylko najdłuższych produktów, łatwych do rozpoznania (najdłuższe produkty pomija się w analizie).
Ponieważ w naturalnych cząsteczkach DNA każdy z czterech rodzajów nukleotydów występuje wiele razy, to fragmenty zakończone jednego rodzaju nukleotydem mogą mieć bardzo różną długość. W probówce wszystkie te cząsteczki są wymieszane, można je jednak uporządkować pod względem wielkości, poddając roztwory otrzymane po reakcji sekwencjonowania rozdziałowi elektroforetycznemu. Sanger zastosował do tego wysokorozdzielczą elektroforezę żelową, umożliwiającą rozróżnienie łańcuchów DNA różniących się tylko jednym nukleotydem. Im krótsze są cząsteczki DNA (im mniej nukleotydów zostało dołączonych), tym dalej wędrują podczas doświadczenia w kierunku elektrody dodatniej. Produkty czterech wariantów reakcji sekwencjonowania (oznaczone tutaj A, T, G, C) nanosi się na żel równolegle do siebie, aby łatwiej było je porównywać. 

## Wizualizacja prążków i analiza sekwencji
Po przeprowadzeniu rozdziału cząsteczek DNA trzeba je uwidocznić. Do niedawna standardowym podejściem była autoradiografia, czyli technika wizualizacji DNA, za pomocą radioizotopu, którym ten został ówcześnie wyznakowany. Używany w tym celu izotop P-32 ulega rozpadom β, dającym się odcisnąć na kliszy fotograficznej (rentgenowskiej), której naświetlanie przez kilkadziesiąt godzin pozwala na uzyskanie autoradiogramu, będącego obrazem różnych frakcji DNA w formie ciemnych prążków na wywołanej kliszy. 
Cząsteczki będą migrować w żelu z prędkością odpowiadającą ich długości - im krótszy łańcuch DNA, tym jest ona większa. Najdłuższym cząsteczkom DNA odpowiadają prążki położone najdalej od jednej z krawędzi kliszy (odpowiadającej miejscu naniesienia próbek na żel). W celu uzyskania sekwencji danego fragmentu DNA dokonuje się analizy rozmieszczenia prążków. Patrząc od strony anody ("od dołu") i odczytując kolejność prążków z uwzględnieniem wszystkich czterech ścieżek, uzyskujemy sekwencję DNA nici niematrycowej (5' → 3'). 
W przypadku sekwencjonowania powyższego przykładowego DNA zobaczylibyśmy na autoradiogramie prążek odpowiadający frakcji złożonej z bardzo niewielkich, szybko wędrujących cząsteczek skopiowanego DNA. Powiedzmy, że dostrzeżemy go w linii rozdziału produktów reakcji typu T. Będzie to oznaczać, że produkty sekwencjonowania zawierają nukleotyd tyminowy w niewielkiej odległości od startera. Powinniśmy wtedy odszukać na autoradiogramie następny w kolei prążek odpowiadający fragmentom DNA  dłuższym o jeden nukleotyd od analizowanych poprzednio. Przy użyciu powyższego autoradiogramu możemy dostrzec kolejny prążek wśród produktów reakcji typu A. Na tej podstawie możemy dojść do wniosku, że produkty sekwencjonowania w pewnej niewielkiej odległości od startera zawierają kolejno nukleotydy T i A. 
Podobnie następne prążki (przybliżając się do linii naniesienia prób) zobaczylibyśmy wśród produktów z reakcji typu C, potem wśród produktów reakcji G, A, G, A, T itd. W ten sposób uzyskujemy sekwencję nici DNA komplementarnej wobec tej, która była kopiowana w reakcji sekwencjonowania; odczytujemy kolejno nukleotydy coraz dalsze od startera. Ponieważ DNA składa się z dwóch wzajemnie komplementarnych wobec siebie nici, jest to zarazem gotowa sekwencja drugiej nici. 
Innym sposobem znakowania prążków są znaczniki fluorescencyjne wprowadzane albo do startera albo do jednego z trifosforanów deoksyrybonukleozydów. Obecnie sekwencjonowanie jest w pełni zautomatyzowane: umieszczon w pobliżu końca żelu odczytuje i rejestruje barwę znacznika fluorescencyjnego każdego przesuwającego się prążka, a komputer przechowuje odczytaną sekwencję do dalszej analizy. 

Przykładowy nukleotyd naturalny: deoksyadenozynotrifosforan, dATP

Przykładowy nukleotyd terminujący syntezę DNA: dideoksyadenozynotrifosforan, ddATP

Modyfikacje metody Sangera
- sekwencjonowanie cykliczne
- znakowanie fluorescencyjne.